# フランダースの犬
『フランダースの犬』（フランダースのいぬ、英: A Dog of Flanders）は、1872年にイギリスの作家・ウィーダが発表した児童文学である。
ベルギーを舞台に、貧しい少年・ネロと犬・パトラッシュの友情を軸に展開される悲劇を描く。

## 概要
本作の初出は1872年、イギリスの "Lippincot's Magazine" で発表され、後に 『A Dog of Flanders and Other stories』のタイトルで初めて書籍化されたとされる。
19世紀、ベルギー北部のフランドル地方アントウェルペン（英：フランダース地方アントワープ）を舞台とし、この近隣に暮らす15歳の少年・ネロは、祖父・ジェハンと老犬・パトラッシュと共に暮らしていた。貧しい生活の中、唯一の親友と引き裂かれ、祖父を亡くすなど、人生に絶望していくありようを描く。
舞台となったフランドルを内在する南ネーデルラントは、フランス第一共和制・フランス第一帝政・ネーデルラント連合王国（1792年 - 1839年）と続いた、フランスとオランダ間における抗争の時期にあった。作中でも、ネロの祖父は物語開始時期から半世紀以前に勃発したナポレオン戦争の兵士として戦ったことで片足が不自由であるなど、当地の歴史的社会背景が窺える。また、ネロの住む村のモデル地は、アントウェルペンの近隣に所在するホーボケンと考えられている（後述の「#モデル地と後世における影響」を参照）。
日本では、明治期に刊行された『フランダースの犬』（内外出版協会、1908年、訳：日高善一）を初の日本語訳版とされるが、登場人物の名前を日本人名とするなどの改変があった。ただし、後世における翻訳では、原語版に準拠した舞台設定・人物名による出版も多く見られる（後述の「#海外での出版」を参照）。

本作を原作・原案とした派生作品も複数発表されており、これまでに、アメリカ合衆国や日本でのメディア作品も複数発表されている。（後述の「#映画」・「#アニメ・漫画」を参照）。なお、日本国内においては、特に「世界名作劇場」シリーズ版（1975年）の原作として広く認知され、当テレビアニメ版最終回の台詞は特に有名である。

## あらすじ

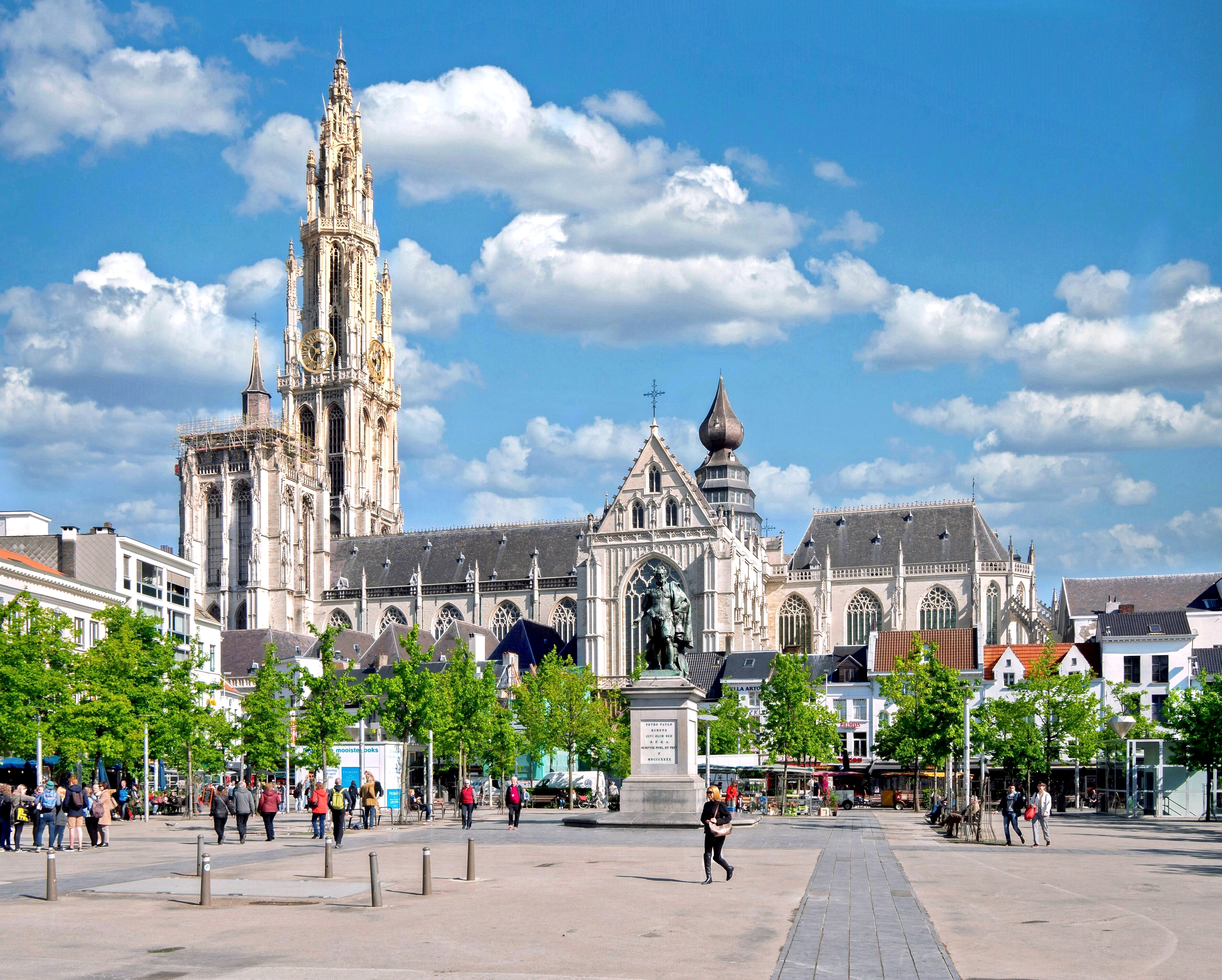
「フランダースの犬」の舞台になったアントワープの聖母大聖堂。

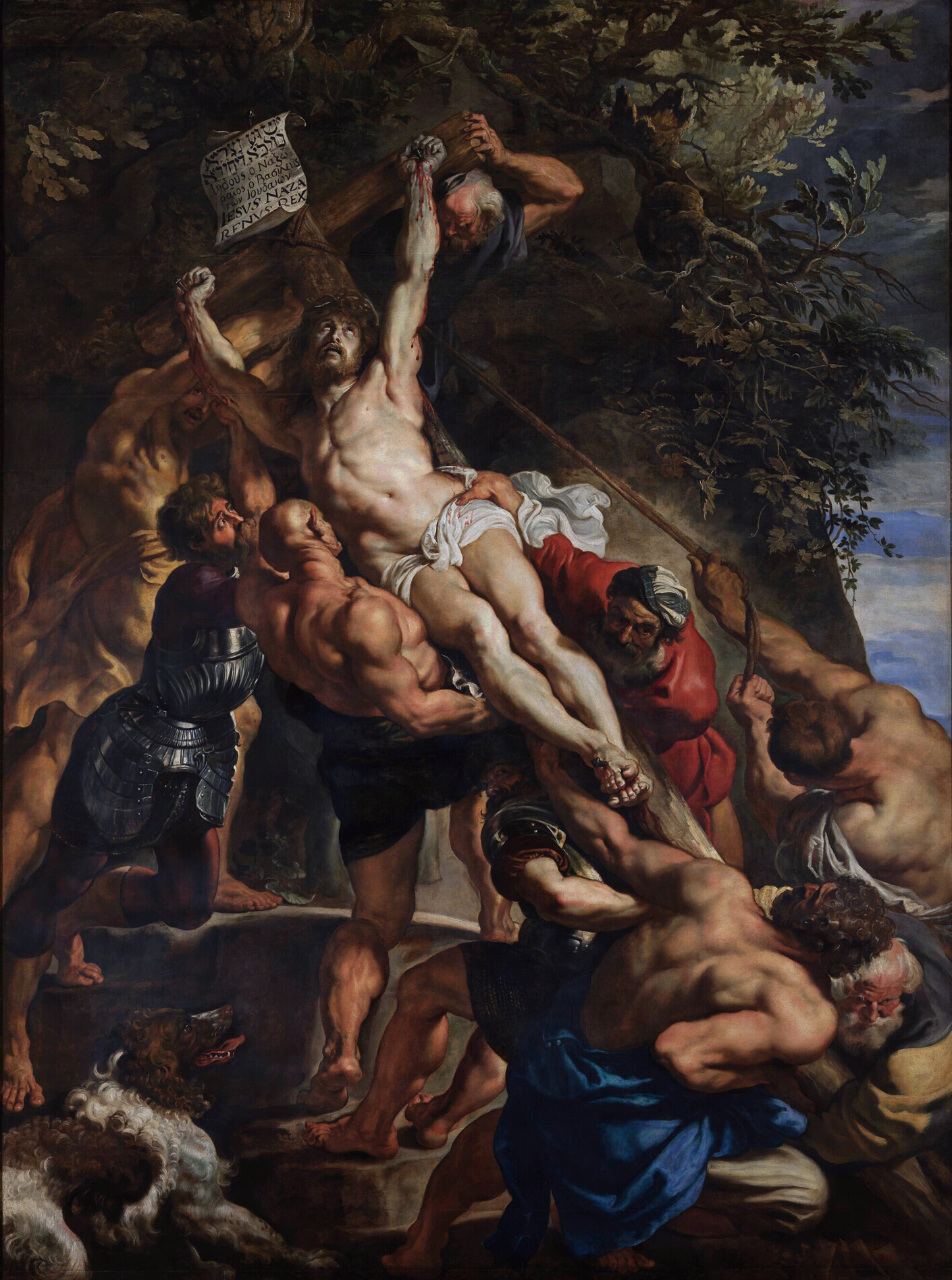
作中に登場するルーベンスの絵画「キリストの昇架」。

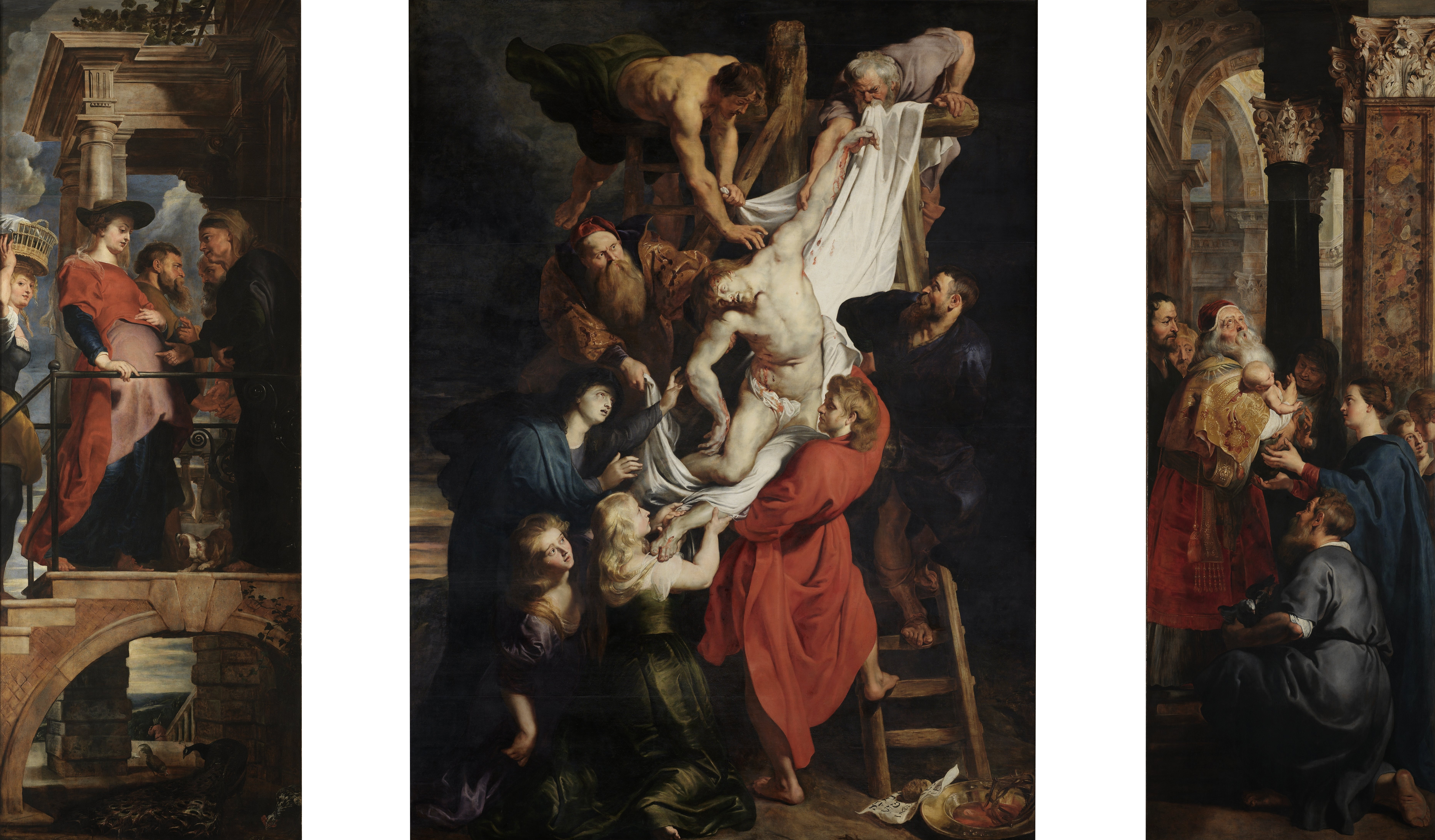
同じく「キリストの降架」。

フランダース地方の都市アントワープ郊外の小さな農村の、さらに外れに住むアルデネン地方出身の15歳の少年・ネロは、正直な寝たきりの祖父・ジェバンと忠実な老犬・パトラッシュ とともに暮らす。ネロは貧しい牛乳運搬業で糊口をしのぎながらも、いつか画家になることを夢見ており、アントワープの聖母大聖堂の二つの祭壇画を見たいと心に望んでいた。それはアントワープはもとよりベルギーが世界に誇る17世紀の画家ルーベンスの筆によるもので、見るためには高価な観覧料を必要とするため、貧乏人のネロには叶わぬものであった。
ネロの唯一の親友は、風車小屋の一人娘である12歳の少女・アロアであったが、アロアの父であるバース・コゼツは家柄の低いネロのことを快く思わず、遠ざけようとする。さらに冬になったある日、ネロは風車小屋の外縁部と穀物倉庫を全焼する火事（風車と居住区は無事）の放火犯の濡れ衣を着せられた上、新しく街から通い始めた牛乳買い取り業者に仕事を奪われ、そしてクリスマスを数日後に控えた日に優しかった祖父を亡くし、楽しいはずのクリスマスの前日に家賃を滞納していた小屋からも追い出されることになってしまった。
クリスマス前日は、街で開かれている絵画コンクールの結果発表日でもあった。倒木に腰掛ける木こりのミシェル老人を白墨で描いた渾身の力作で応募していたネロは、優勝すればきっと皆に認めてもらえるようになるとコンクールに全ての望みを賭けていたが、結果は落選だった。
傷心のネロは厳しい吹雪の中、村へ向かう道でパトラッシュが見つけた財布を持ち主の風車小屋に届ける。それは風車小屋一家の全財産であった。ネロはパトラッシュを一家に託すと再び雪夜の闇の中に飛び出して行ってしまう。財布が見つからずに絶望して帰宅をしたバースは、今までネロに向けて行ってきた数々のひどい仕打ちを悔やみ、翌日ネロの身元を引き受けに行くと決心する。さらに翌日には、コンクールでネロの才能を認めた著名な画家が彼を引き取って養育しようとやって来た。だが、何もかもが既に手遅れだった。
大事な未来を無くしたことで自分の生にも絶望したネロは極寒の吹雪によってその命を奪われ続ける中、最期の力を振り絞って大聖堂へ向かい、パトラッシュもネロを追って風車小屋から大聖堂へ駆けつける。するとこの時、雲間から射した一筋の月光が祭壇画を照らし出し、ネロの念願は果たされるとともにネロは神に感謝の祈りを捧げた。かくてクリスマスを迎えた翌朝、大聖堂に飾られた憧れのルーベンスの絵の前で、愛犬を固く抱きしめたまま共に凍死している少年が発見される。両者は誰の手でも引きはがす事が出来ず、村人たちは悔いつつも、教会の特別な計らいの下に犬と少年を共に祖父の墓に葬ったのだった。

## 登場人物
ネロ（Nello）
主人公。Nello は愛称で、本名はニコラース（二コラとも表記、蘭：Nicolaas, Nicolaes 、英・仏：Nicolas）。15歳。
作中では血色良く豊かな髪の黒目がちな美しい少年 (a little rosy, fairly hair, dark-eyed child) と描写されている。新潮文庫版では、寒さが体力を著しく奪い、飢えと衰弱により死亡（68頁）。
パトラッシュ (Patrasche)
黄色の毛並み、立ち耳の大型犬のドラフトドッグで ドッグカート等を引っ張ったりする犬。

ネロが2歳のころ、金物屋にこき使われたあげく捨てられていたところを、ジェバンと幼少のネロに保護され、以来飼育されている。新潮文庫版では、ネロの祖父・ジェハンが「自分といっしょに墓場で休むことになるだろう」（49頁）とネロの将来を心配する描写もあるほどの老犬で、老衰により死亡（68頁）。
ジェバン・ダース老人 (Jehan Daas)
ネロの祖父。娘の死亡を機に、幼かったネロを引き取る。
80歳のころ、孫のネロと共にパトラッシュを保護。足に戦傷を受けた帰還兵の傷痍軍人で、足を引きずるようにしか歩けず、さらにリウマチを患っている。長い間の寝たきり状態の果てに、ネロがコンクールへ絵を出品したのち、クリスマスの1週間前に死亡。
アロア (Alois)
ネロの幼馴染の少女。12歳。
バース・コゼツ (Baas Cogez)
アロアの父。
コゼツがネロを嫌っているのは、「（未だに）画家になろうなどと馬鹿げた夢ばかり見ている乞食」とネロを評しており、その一方で美男子でもあり、万が一、アロアと間違いを起こされては困るからとした。
ミシェル老人 (Michel)
ジェバンの知人である木こり。
ネロがコンクールに出品した絵のモデル。
靴屋
ネロの家の大家としてコゼツの家に週一で通う「欲の深い冷酷な金好き（新潮文庫55ページより引用）」の靴屋が登場している。この靴屋はジェハンの葬儀の翌日に家賃を滞納したネロから家財道具一切を取り上げて追い出すなど、情のない人物である。
テレビアニメ「世界名作劇場」版（1975年）では、オリジナルキャラクターのハンスがこの役回りを負う。

## 海外での出版
本作は、原作が出版されたイギリス以外の各国でも出版されている。

### 日本
初の日本語訳は、明治期に刊行された『フランダースの犬』（内外出版協会、1908年、訳：日高善一）とされる。この日高善一版は、西洋人の固有名詞が受容されにくいと考えられたためか、ネロは清（きよし）、パトラッシュは斑（ぶち）、アロアは綾子（あやこ）、ジョハン（ヨハン）・ダースは徳爺さん、ステファン・キースリンガーは木蔦捨次郎（きつた・すてじろう）などと改変された。
小説としての長さは短編ともいえ、文庫本などで出版される場合は著者・ウィーダの他作品と併録されることもある。特に昭和期以降、名作集や子ども向けの再話など、絵本も含めて多くの出版社から出版されている。出版年順に以下の通り。
- 訳者：日高善一（名義：日高柿軒） 
  - 『フランダースの犬』[8] - 内外出版協会、1908年11月
    - 原作者名を「ウイダ（本名：ルイス、デ、ラ、レミイ）」と記載。
- 訳者：菊池寛
  - 『小学生全集 26 黒馬物語・フランダースの犬』 - 興文社・文芸春秋社、1929年5月、[9][10]
    - 「青空文庫」掲載の菊池寛訳版の底本でもある[11]。
- 訳者：関猛
  - 『フランダースの犬』 - 玉川学園出版部、1931年4月[12][10]
- 訳者：林芙美子
  - 『フランダースの犬』 - 新潮社、1950年7月[10]
- 訳者：堀寿子
  - 『世界名作物語 28 フランダースの犬』 - 黎明社、1953年10月[10]
- 訳者：村岡花子
  - 『新潮文庫 636 フランダースの犬』 - 新潮社、1954年4月、ISBN 978-4102054017[13][10]
  - 『世界名作童話全集 5 ふしぎの国のアリス / フランダースの犬』 - 講談社、1962年10月[10]
  - 『カラー版世界の幼年文学 22 フランダースの犬』 - 偕成社、1968年9月[10]
- 訳者：畠中尚志
  - 『岩波少年文庫 114 フランダースの犬』 - 岩波書店、1957年8月[14][10]
- 訳者：倉石龍太郎
  - 『少年少女世界名作選集』 - 小出書房、1959年9月[15]
- 訳者：矢崎源九郎
  - 角川文庫、1961年1月 ISBN 978-4042211013
- 訳者：前田三恵子
  - 『旺文社ジュニア図書館4 フランダースの犬』 - 旺文社、1967年12月[10]
- 訳者：岡上鈴江
  - 『文研児童読書館 フランダースの犬』  - 文研出版、1970年
- 訳者：松村達雄
  - 玉川大学出版部、1976年8月
  - 『国際児童版 世界の名作 4 フランダースの犬』 - 講談社、1983年1月[10]
  - 『講談社青い鳥文庫 フランダースの犬』 - 講談社、1992年5月、ISBN 9784061473621[16]
  - 『講談社青い鳥文庫 フランダースの犬（新装版）』 - 講談社、2009年10月、 ISBN 9784062851220[17][10]
- 訳者：榊原晃三
  - 『子どものための世界文学の森12 フランダースの犬』 - 集英社、1994年3月 ISBN 978-4082740122[18]
- 訳者：野坂悦子
  - 『岩波少年文庫 114 フランダースの犬』 - 岩波書店、2003年11月、ISBN 978-4001141146[19][10]
- 訳者：雨沢泰
  - 『偕成社文庫 3270 フランダースの犬 完訳版』 - 偕成社、2011年4月、ISBN 978-4036527007[20][10]
- 訳者：高橋由美子
  - 『ポプラポケット文庫 世界の名作46 フランダースの犬』 - ポプラ社、2011年11月、ISBN 978-4591126646[21]
- 訳者：和田今日子
  - 『フランダースの犬』- ゴマブックス、2013年11月[22]
- 訳者：中村凪子
- 『角川つばさ文庫 新訳 フランダースの犬』- KADOKAWA、2014年11月、ISBN 978-4046314536[10]
- 訳者：那須田淳
  - 『10歳までに読みたい世界名作 フランダースの犬』- 横山洋子監修、学研、2015年12月、ISBN 978-4052043116[23]

### ベルギー
本作の舞台となったベルギーでも出版されているが、イギリス人作家によるイギリス文学であるため、あまり有名ではなく、地元での評価もさほど高くはない。

### アメリカ合衆国
アメリカ合衆国でも出版されているが、ハッピーエンドを迎えるように「ネロが息を吹き返す」・「ネロの父親が名乗り出る」といった結末へと改変されている。

## モデル地と後世における影響

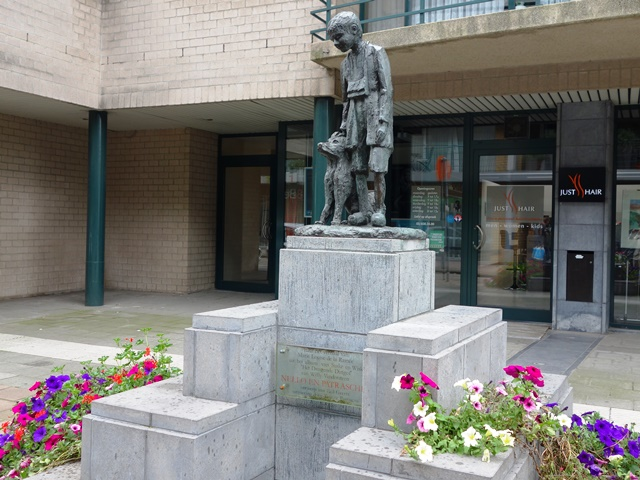
アントウェルペンホーボーケンのカペル通りにあるネロとパトラッシュの像（googleストリートビュー）

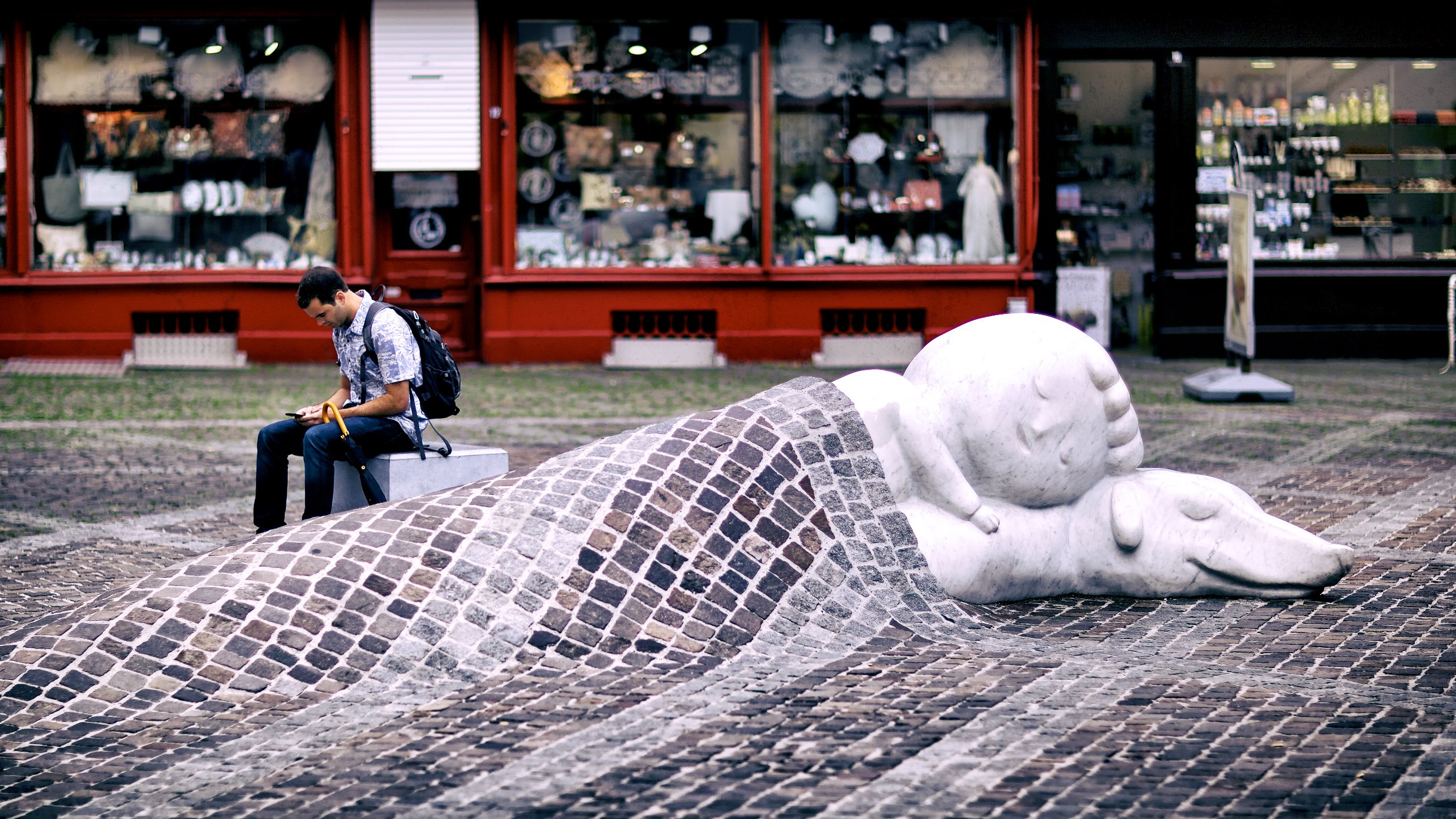
新しい石像

イギリス文学である本作は、舞台となったベルギーでも出版されているものの、知名度は低く、2007年には、ベルギー人監督により「なぜベルギーでは無名の物語が日本で非常に有名になったか」を検証するドキュメンタリー映画 (A Dog of Flanders -made in Japan- A Documentary by Didier Volckaert & An van. Dienderen) が制作されている。
また、主人公・ネロの住む村のモデル地については、1985年、舞台となったベルギーのアントウェルペン市観光局のヤン・コルテールによって、著者であるウィーダが、執筆の前年にアントウェルペン周辺を旅行で訪れており、隣村のホーボケン (Hoboken) がモデルと考えられる。寒村のこの村には、当時の領主・オラニエ公ウィレムの風車小屋が存在しており、領主にはアロアのモデルと思しき12歳の娘がいたことや、ネロが葬られた教会も現存することが確認された。
このモデルとされた現地では、日本における世界名作劇場版（1975年）人気による日本人観光客からの問い合わせが多く、1986年には、ホーボケンにネロとパトラッシュの銅像が建てられた。更に、2003年には、作中にも登場する聖母大聖堂前の広場にて、日本とアントウェルペンとの友好の象徴として、トヨタから寄贈された記念碑も設置していた。しかし、碑文が日本語表記であり、本作の知名度の低さからも地元民からの関心は寄せられず、腰掛けとして使われていたという。なお、現在は撤去されており、中国資本から寄贈された石像に置き換わっている。

## パトラッシュの犬種
原文におけるパトラッシュの描写は以下の通りである。容貌は、全体に黄色 (yellow) もしくは褐色 (tawn (e) y) で、「一体に頭も四本の脚も大きく、耳は狼のようにぴんと立っていて、何代も何代も親ゆずりの荒い労働で鍛え上げたがっしりしたその足は、何れも外側にひらいてふんばっていて、見るからに異常な筋肉の発達を示しています」と描写される。
映像化されるにあたり、アメリカ合衆国で製作された実写映画・東京ムービー版（1992年）およびに、ホーボケンに建てられていた銅像は、フランドル原産のブーヴィエ・デ・フランドルを採用している。黒い毛むくじゃらが特徴的であり、原作のパトラッシュもこの犬種であると考えられる。ただし、この種にも明るい褐色の毛並みを持つ個体も存在する。
また、この他の説に、本作執筆当時に犬種として完全に固定されていなかったが、同地方の一般的な使役目的で飼育される犬種として、「皺だらけの (wrinkled) 黄色い額」などの表現にも注目すると、同地方原産のベルジアン・シェパード・ドッグの中でも特にマリノアに近い犬種も挙げられる。

なお、日本において、本作を印象付けたであろう世界名作劇場版（1975年）では、立ち耳の白い斑犬に改変されており、原作である本作の描写とは異なる。

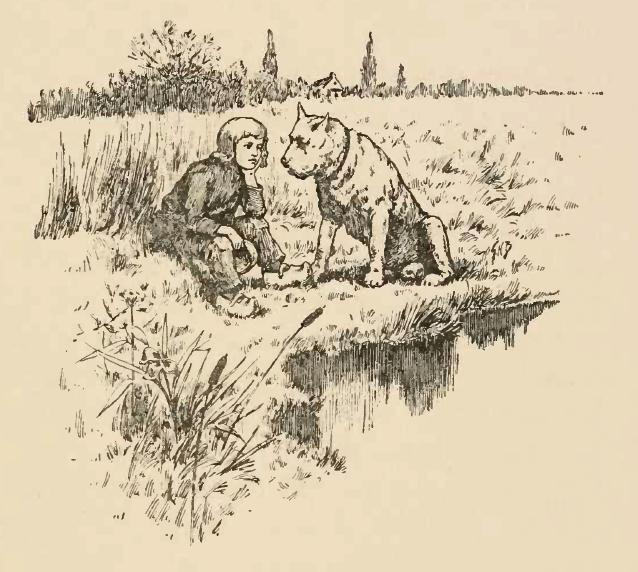
原書の挿絵
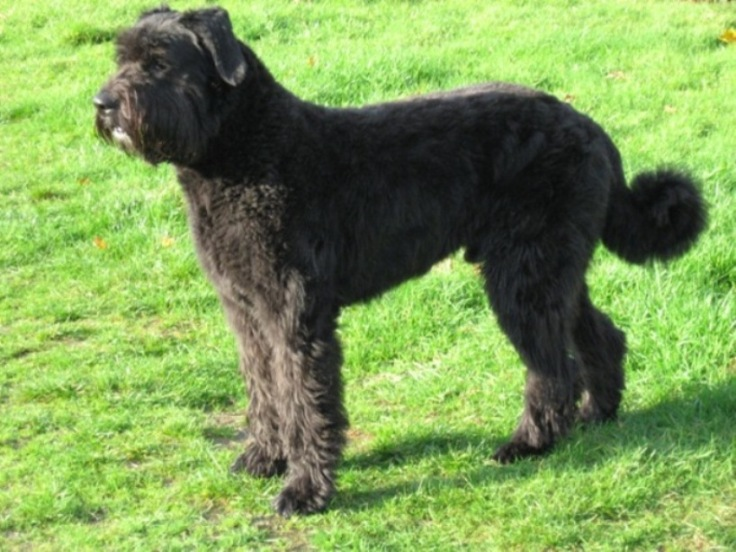
ブーヴィエ・デ・フランドル
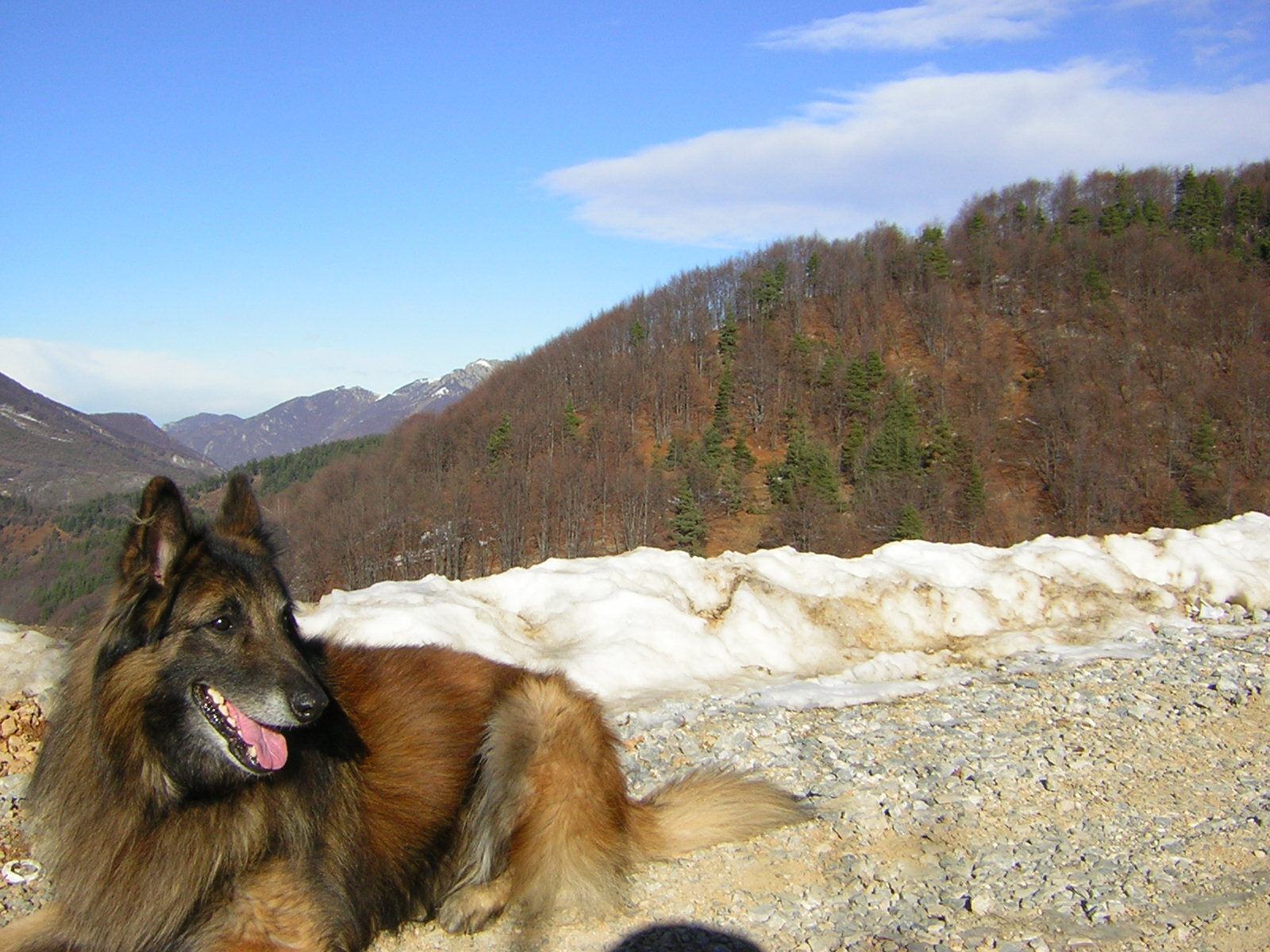
ベルジアン・シェパード・ドッグ・タービュレン
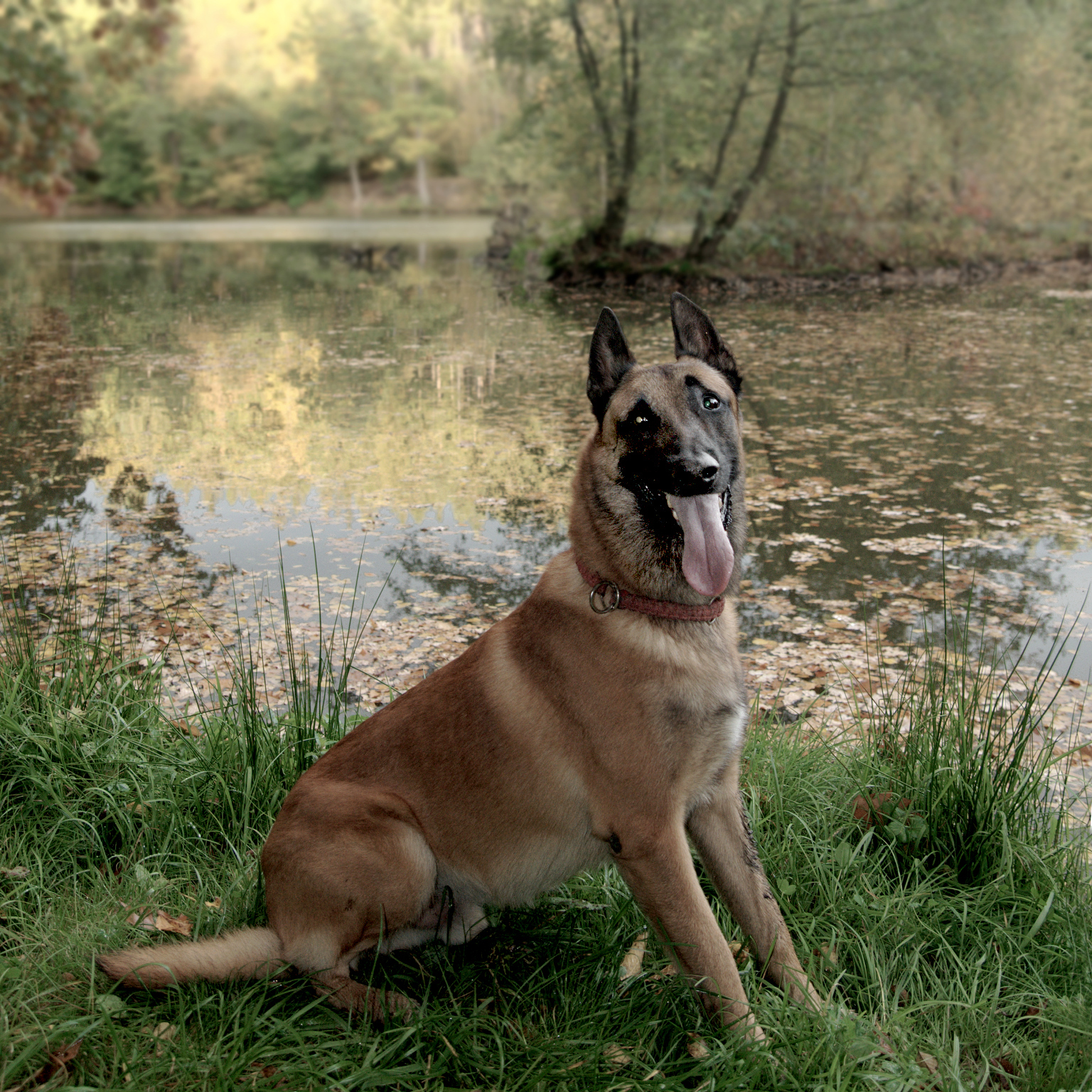
ベルジアン・シェパード・ドッグ・マリノア
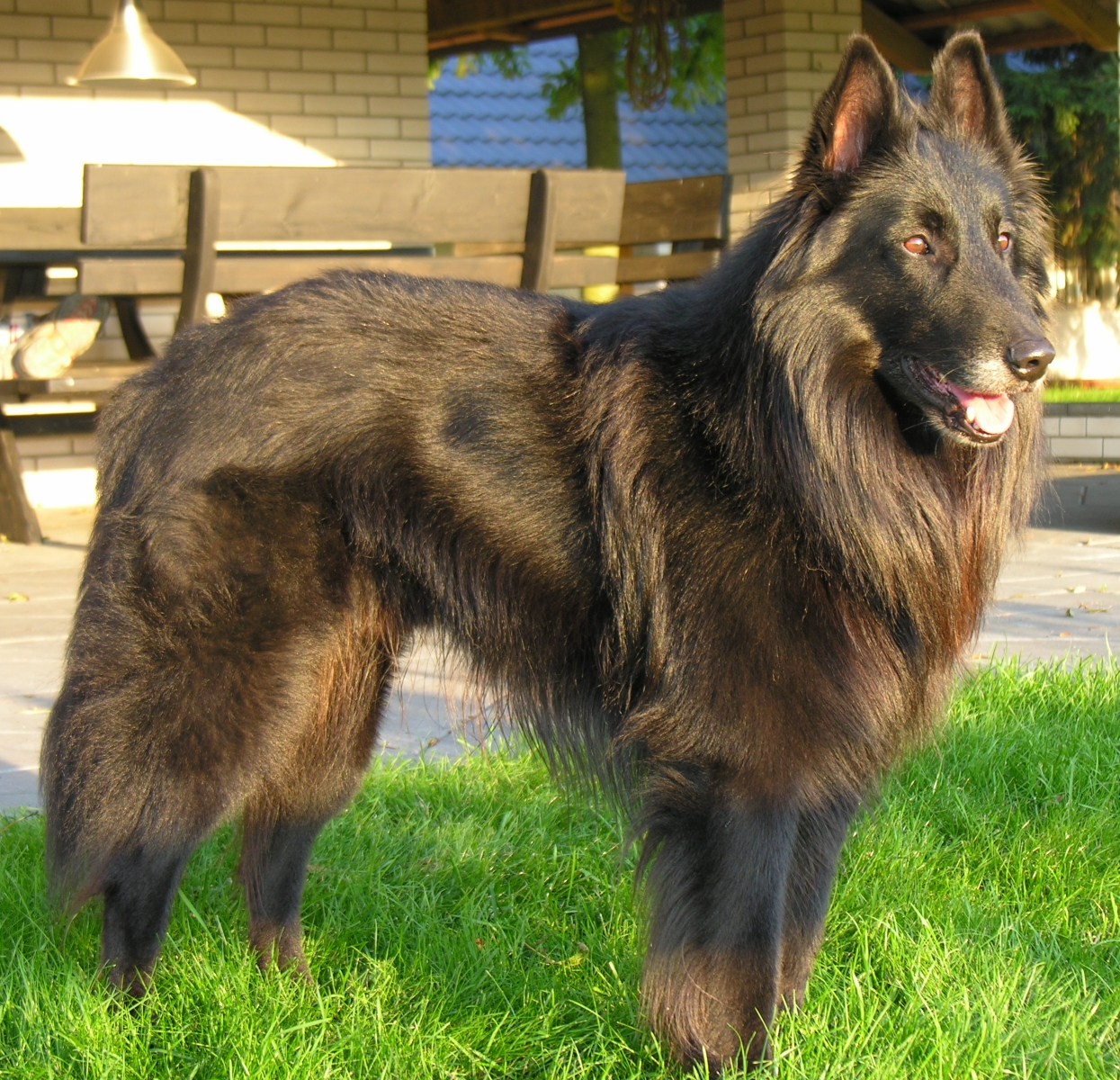
ベルジアン・シェパード・ドッグ・グローネンダール

## 物語研究・関連書籍
- 佐藤宗子「結末の意味 :『フランダースの犬』の再話にみる」『千葉大学教育学部研究紀要. II, 人文・社会科学編』第47巻、千葉大学教育学部、1999年2月28日、1-12頁。
- 『フランダースの犬：その愛と涙―ネロとパトラッシュが歩いたアントワープとホーボーケン村』「フランダースの犬」を愛する会編、JTBパブリッシング、 2004年1月。
- 井上英明「日本人の『フランダースの犬』」『明星大学研究紀要. 日本文化学部・言語文化学科』第13号、明星大学、2005年3月25日、73-84頁。
- 『誰がネロとパトラッシュを殺すのか：日本人が知らないフランダースの犬』ディディエ・ヴォルカールト、アン・ヴァン・ディーンデレン編著・塩崎香織訳、岩波書店、2015年11月26日。[32]
- 井川恵理「ネロとパトラッシュー「フランダースの犬」における二つのベルギーの融合」『桜花学園大学学芸学部研究紀要』第10号、桜花学園大学学芸学部、2019年2月28日、131-140頁。

## 映画
アメリカ合衆国にて、過去に5度の実写映画化。アメリカ出版の書籍では、ネロが大聖堂で救われるハッピーエンドへと改変されていることから、映画化にあたって、いずれも死亡する結末ではないが、日本公開版で原作通り死亡する。また、1999年版では、パトラッシュ役にブーヴィエ・デ・フランドル種（前述の「#パトラッシュの犬種」を参照）が使われたことも話題となった。
- 『フランダースの犬』 - 1914年、監督：ハウエル・ハンセル
- 『フランダースの少年』 - 1924年、監督：ヴィクター・シャーツィンガー
- 『フランダースの犬』 - 1935年、監督：エドワード・スローマン
- 『フランダースの犬』 - 1960年、監督：ジェームズ・B・クラーク、配給：20世紀FOX
- 『THE DOG OF FLANDERS 劇場版 フランダースの犬』 - 1997年、監督：黒田昌郎、制作：日本アニメーション、配給：松竹
  - 『フランダースの犬』 （1975年版）のリメイクとして映画化。
- 『フランダースの犬』 - 1999年、監督：ケビン・ブロディ、製作：ワーナー・ブラザース、配給：ギャガ・コミュニケーションズ

## アニメ・漫画

### テレビアニメ
- 『フランダースの犬』 - 制作：ズイヨー(20話まで)・日本アニメーション(21話以降)、1975年放送
- 『まんが世界昔ばなし』
  - 1976年12月9日放送、第10話「フランダースのいぬ」。
- 『フランダースの犬 ぼくのパトラッシュ』 - 制作：東京ムービー、1992年放送

### 漫画
- 『フランダースの犬』 - 原田千代子、ユニコン出版、世界名作コミック、1976年

## パロディ・オマージュ
- テレビアニメ『元祖天才バカボン』
  - 1977年9月5日放送、第100話「フラダンスの犬なのだ」。
- テレビアニメ『クレヨンしんちゃん』
  - 1996年5月17日、第187話「世界迷作?フラダンスの犬だゾ」。
- 映画『スノープリンス 禁じられた恋のメロディ』 - 2009年、監督：松岡錠司、制作：セディックインターナショナル、配給：松竹
  - 本作から着想を得たオマージュ・モチーフとして、日本で制作[33][34]。昭和初期の日本を舞台とする日本人の物語であり、登場する犬は秋田犬。
  - ポスターのキャッチコピーは、「日本版『フランダースの犬』」。
- 漫画『ネロ〜Noir〜』 - 宮脇明子、Bbmfマガジン、2012年、ISBN 978-4766335781
  - 原作の結末から生存・成長したネロが自分らを死に追いつめた人物らに復讐する。全1巻。番外編と読切作品あり。
- テレビアニメ『超ゼンマイロボ パトラッシュ』 - 2013年～2014年。
  - 日本アニメーションによるセルフパロディ。TOKYO MX、アニマックスで放送。
- 映画『天才バカヴォン〜蘇るフランダースの犬〜』 - 2015年
  - DLEのFROGMANによる天才バカボンと世界名作劇場のキャラを使ったアニメ映画。東映配給により全国公開。

## 脚註